# Кубок націй ОФК 2020
Кубок націй ОФК 2020 — скасований турнір Кубка націй ОФК, який мав пройти з 6 по 20 червня 2020 року. Змагання мала прийняти Нова Зеландія, заявку якої було обрано ОФК 10 січня 2020 року.
21 квітня 2020 року ОФК оголосила, що через пандемію COVID-19 та труднощі з перенесенням на іншу дату в Міжнародному календарі матчів ФІФА турнір буде скасований. 

## Відбірковий турнір
4 найслабших (за рейтингом ФІФА) збірних мали визначити у відбірковому турнірі володаря єдиної путівки у фінальну стадію. Матчі повинні були пройти в одне коло з 21 по 27 березня 2020 року в столиці держави Острови Кука місті Раротонга. Переможець приєднався б до інших семи команд з найвищим рейтингом, які кваліфікувались на Кубок націй автоматично. Однак 9 березня 2020 року ОФК оголосив, що матчі перенесені на 6 травня 2020 року через пандемію COVID-19, а згодом турнір взагалі було скасовано.
| Team                                       | Рейтинг ФІФА (на 19 грудня 2019) | Участей (з турніром 2020) | Найкращий результат                      |
| ------------------------------------------ | -------------------------------- | ------------------------- | ---------------------------------------- |
| Фіджі                                      | 163                              | 9                         | 3 місце (1998 і 2008)                    |
| Нова Каледонія                             | 156                              | 7                         | 2 місце (2008 і 2012)                    |
| Нова Зеландія (господарі і діючі чемпіони) | 122                              | 11                        | Чемпіони (1973, 1998, 2002, 2008 і 2016) |
| Папуа Нова Гвінея                          | 165                              | 5                         | 2 місце (2016)                           |
| Соломонові Острови                         | 141                              | 8                         | 2 місце (2004)                           |
| Таїті                                      | 161                              | 10                        | Чемпіони (2012)                          |
| Вануату                                    | 163                              | 10                        | 4 місце (1973, 2000, 2002 і 2008)        |

| Team                                 | Рейтинг ФІФА (на 19 грудня 2019) | Участей (без цієї кваліфікації) | Найкращий результат   |
| ------------------------------------ | -------------------------------- | ------------------------------- | --------------------- |
| Американське Самоа                   | 192                              | 0                               | —                     |
| Острови Кука (господар кваліфікації) | Без рейтингу                     | 2                               | 6 місце (1998 і 2000) |
| Самоа                                | 194                              | 2                               | 8 місце (2012 і 2016) |
| Тонга                                | 203                              | 0                               | —                     |

## Стадіони
Турнір мав відбудитись в Окленді, Нова Зеландія на стадіонах Норт Гарбор Стедіум і Трастс Арена.
| Окленд              | Окленд           |
| ------------------- | ---------------- |
| Норт Гарбор Стедіум | Трастс Арена     |
| Місткість: 25,000   | Місткість: 4,901 |
|                     |                  |